# Piratpartiet (Katalonien)
Piratpartiet i Katalonien grundades i augusti 2010 och registrerades formellt i november 2010; detta efter inspiration av det svenska Piratpartiet. 

## Valresultat

### Lokalvalen 2011[1]
| Region                       | Röster | Procent | Antal invalda |
| ---------------------------- | ------ | ------- | ------------- |
| Barcelona                    | 4.659  | 0,77%   | 0             |
| Hospitalet de Llobregat      | 837    | 0,99%   | 0             |
| Lleida                       | 360    | 0,80%   | 0             |
| Mataró                       | 530    | 1,19%   | 0             |
| Mollet del Vallès            | 144    | 0,83%   | 0             |
| Reus(1)                      | 1.918  | 5,11%   | 0             |
| Santa Coloma de Gramanet (2) | 2.575  | 6,65%   | 1             |
| Sant Fruitós de Bages (3)    | 384    | 11,66%  | 1             |
| Tarragona (1)                | 1.099  | 2,28%   | 0             |